# Sindal Kommune
Sindal Kommune i Nordjyllands Amt blev dannet inden kommunalreformen i 1970. Ved strukturreformen i 2007 blev Sindal Kommune sammen med Hirtshals Kommune og Løkken-Vrå Kommune indlemmet i Hjørring Kommune. En del af befolkningen i de østligste landsbysamfund Dvergetved og Stenhøj arbejdede for at blive en del af Frederikshavn Kommune.

## Tidligere kommuner
1. april 1966, altså 4 år før selve kommunalreformen, dannede 7 sognekommuner frivilligt Sindal kommune med Sindal som kommunesæde:
| Kommune   | Folketal september 1965 | Bebyggelser                |
| --------- | ----------------------- | -------------------------- |
| Astrup    | 1.175                   | Astrup og Sønderskov       |
| Hørmested | 875                     | Hørmested                  |
| Lendum    | 1.352                   | Lendum og Stenhøj          |
| Mosbjerg  | 1.110                   | Mosbjerg og Vogn           |
| Sindal    | 2.360                   | Sindal                     |
| Tolne     | 783                     | Tolne og Dvergetved        |
| Ugilt     | 1.446                   | Lørslev, Ugilt og Linderum |
| I alt     | 9.101                   |                            |

Da kommunalreformen trådte i kraft 1. januar 1970, var Sindal Kommunes folketal 8.732. Pr. 12. december 2003 var folketallet 9.444, fordelt med ca. 1/3 i Sindal, 1/3 i de mindre bysamfund og 1/3 i landdistrikterne. Sindal var en typisk pendlerkommune, idet ca. halvdelen af de erhvervsaktive havde arbejdsplads uden for kommunen.

## Sogne
Sindal Kommune bestod af følgende sogne:
- Astrup Sogn (Vennebjerg Herred)
- Hørmested Sogn (Horns Herred)
- Lendum Sogn (Horns Herred)
- Mosbjerg Sogn (Horns Herred)
- Sindal Sogn (Vennebjerg Herred)
- Tolne Sogn (Horns Herred)
- Ugilt Sogn (Vennebjerg Herred)

## Borgmestre[3]
| Navn          | Parti      | Periode   |
| ------------- | ---------- | --------- |
| Oluf Pedersen | Lokalliste | 1970-1974 |
| Jørgen Jensen | Venstre    | 1974-1996 |
| Søren Risager | Venstre    | 1996-2006 |

## Natur
Kommunen lå midt mellem Vesterhavet og Kattegat. Fra Teglhøj ved Astrup kan man se Jammerbugt mod vest, Tannis Bugt mod nord og klitterne ved Ålbæk bugt mod øst. Langt størstedelen af den gamle kommunes areal er landbrugsjord og naturområder, herunder de store skove Tolne Skov, Slotved Skov og Klosterskoven. Der er endvidere minder fra tidligere tiders godser i de velbevarede bygninger på Baggesvogn, Bøgsted, Høgholt og Eskjær Hovedgaard.

## Infrastruktur
Primærrute 35 Hjørring-Frederikshavn går tværs gennem den tidlïgere Sindal Kommunes område fra øst til vest. Ved den tidligere kommunegrænse mod vest er den tilsluttet Hirtshalsmotorvejen. Sindal og Tolne har standsningssteder på Vendsysselbanen Aalborg-Frederikshavn. Fra Frederikshavn og Hirtshals er der færgeforbindelse til Sverige og Norge. Endelig er der mulighed for taxaflyvning til og fra Sindal Lufthavn.